# Красный Рог (Киевская область)
Красный Рог (укр. Красний Ріг) — село, входит в Бородянский район Киевской области Украины. Расположено у реки Здвиж.
Население по переписи 2001 года составляло 29 человек. Почтовый индекс — 07800. Телефонный код — 4577. Занимает площадь 0,31 км². Код КОАТУУ — 3221088603.

## Местный совет
Входит в состав Шибенского сельского совета.
Адрес местного совета: 07812, Киевская обл., Бородянский р-н, с. Шибеное, ул. Кооперативная, 25-в.